# Маленький принц
«Ма́ленький принц» (фр. Le Petit Prince) — аллегорическая повесть-сказка, наиболее известное произведение Антуана де Сент-Экзюпери.
Сказка рассказывает о Маленьком принце, который посещает различные планеты в космосе, включая Землю. Книга обращается к темам одиночества, дружбы, любви и утраты. Несмотря на стиль детской книги, её герой рассуждает о жизни и человеческой природе.
Впервые опубликована 6 апреля 1943 года в Нью-Йорке. Было продано более 140 миллионов экземпляров по всему миру, что поставило её в ряд самых продаваемых книг.
Рисунки в книге выполнены самим автором и не менее знамениты, чем сама книга. Это не только иллюстрации, но и органическая часть произведения: сами герои сказки ссылаются на рисунки и спорят о них. Уникальные иллюстрации в «Маленьком принце» разрушают языковые барьеры, становятся частью универсального визуального лексикона, понятного каждому.
«Ведь все взрослые сначала были детьми, только мало кто из них об этом помнит», — Антуан де Сент-Экзюпери, из посвящения к книге.

## История публикаций
Сент-Экзюпери написал повесть, живя в Нью-Йорке, куда переехал после того, как нацистская Германия оккупировала Францию. Книга была выпущена издательством «Рэйнал-энд-Хичкок» 6 апреля 1943 года (изначально Экзюпери хотел выпустить её под Рождество 1942 года) и в двух языковых изданиях: на французском — языке оригинала, — и на английском в переводе Катерины Вудс.
На родине автора, во Франции, повесть была выпущена лишь посмертно, в апреле 1945 года в издательстве «Галлимар», поскольку работы Сент-Экзюпери были запрещены режимом Виши.
К 70-летию первой публикации, в 2013 году, то же издательство «Галлимар» выпустило факсимильное издание рукописи «Маленького принца» (фр. Le manuscrit du Petit Prince. Fac-similé et transcription; ISBN 978-2-07-014261-3).
«Маленький принц» стал самой успешной работой писателя, было выпущено около 140 миллионов экземпляров по всему миру, что делает её одной из самых продаваемых и самых переводных книг, когда-либо изданных. Она была переведена на 300 языков и диалектов.

## Сюжет
Пилот совершает вынужденную посадку в пустыне Сахара и встречает одного необыкновенного и загадочного мальчика — Маленького принца с другой планеты — астероида Б-612. Маленький принц рассказывает о своих приключениях на Земле, говорит об удивительной розе, которую оставил на своей малой планете, о своей жизни на астероиде, где есть три вулкана: два действующих и один потухший, и роза (это была красавица с шипами — гордая, обидчивая и простодушная. Маленький принц полюбил её, но она казалась ему капризной, жестокой и высокомерной). Он проводит время, приводя в порядок свою планету, выпалывая баобабы, которые всё норовят глубоко укорениться и заполонить всё вокруг. Маленький принц любит наблюдать закаты, которые на его малой планете можно увидеть несколько десятков раз в день (по земному счёту). Почувствовав себя несчастным, Маленький принц улетает, чтобы изучить и познать другие места Вселенной. Посетив несколько других астероидов, он встречает много странных взрослых: короля (которому кажется, что он правит звёздами), честолюбца (который хочет, чтобы окружающие им восхищались), пьяницу (который пьёт, чтобы забыть, что ему совестно пить), делового человека (который постоянно считает звёзды, думая, что владеет многими из них и хочет купить ещё больше), фонарщика (который, верный своему слову, каждую минуту зажигает и тушит фонарь) и географа (который записывает в книгу рассказы путешественников, но сам никогда не путешествует). По совету географа, Маленький принц посещает Землю, где кроме пилота, потерпевшего аварию самолёта, встречает и других персонажей и, общаясь с ними, узнаёт много важных вещей.

## Переводы
Опубликованы переводы «Маленького принца» более чем на 300 языках — по данному показателю повесть уступает только Библии (которая переведена на 600 языков).
Общий тираж изданий «Маленького принца» к 2011 году превысил 80 млн экз.

### Переводы на русский язык
На русском языке сказка впервые была опубликована в журнале «Москва» (1959, № 8) в переводе Норы Галь, выполненном в 1958 году. Согласно воспоминаниям Александры Раскиной (дочери писательницы Фриды Вигдоровой, которая была подругой Галь), Нора Галь познакомилась с этой книгой благодаря литератору Ирине Муравьёвой и перевела её в подарок ближайшим друзьям, а затем Вигдорова на протяжении нескольких месяцев пыталась договориться о публикации с московскими журналами, пока наконец в журнале «Москва», благодаря его тогдашним сотрудникам Евгении Ласкиной и Льву Овалову, не было принято положительное решение.
Одновременно с этим, по сообщению поэта и критика Дмитрия Кузьмина, появилось не менее семи других переводов «Маленького принца». Среди них, в частности, перевод, который сделала в 1959 году известная революционерка Ирина Каховская, которая перевела её тоже в подарок для ближайшей подруги Екатерины Бибергаль. Давняя знакомая Каховской Екатерина Пешкова в том же 1959 году пыталась устроить этот перевод в журнал «Иностранная литература», однако редакция журнала, признавая художественные достоинства перевода, поместить его отказалась по «идеологическим» мотивам. Единственный из альтернативных переводов «Маленького принца», увидевший свет в то время, — это перевод Горация Велле, который был целиком (хотя и в разбитом на отрывки виде) включён переводчиком в состав переведённой им биографии Сент-Экзюпери, написанной Марселем Мижо и изданной на русском языке в 1963 году.
Хотя перевод Норы Галь стал почти что классическим (на сегодняшний день он насчитывает больше 190 переизданий), после 2000 года было выпущено ещё девять других переводов повести.

## Прообразы героев
Маленький принц
Образ Маленького принца одновременно и глубоко автобиографичен, и как бы отстранён от взрослого автора-лётчика. Он рождён из тоски по умирающему в себе маленькому Тонио — потомку обнищавшего дворянского рода, которого в семье называли за его белокурые (сперва) волосы «Королём-Солнцем», а в коллеже прозвали Лунатиком за привычку подолгу смотреть на звёздное небо. Само словосочетание «Маленький принц» встречается ещё в «Планете людей» (как и многие другие образы и мысли). А в 1940 году, в перерывах между боями с немцами, Экзюпери часто рисовал на листке мальчика — когда крылатого, когда верхом на облаке. Постепенно крылья сменит длинный шарф (какой носил и сам автор), а облако станет астероидом Б-612.
Роза
Прообраз капризной и трогательной Розы тоже хорошо известен — это, безусловно, жена Экзюпери Консуэло — импульсивная латиноамериканка, которую друзья прозвали «маленьким сальвадорским вулканом».
Лис
Насчёт Лиса споров о прообразах и вариантах перевода было больше. Нора Галь в статье «Под звездой Сент-Экса» пишет:

Когда «Маленький принц» печатался у нас впервые, вышел жаркий спор в редакции: Лис в сказке или Лиса — опять-таки, женский род или мужской? Кое-кто считал, что лисица в сказке — соперница Розы. Здесь спор уже не об одном слове, не о фразе, но о понимании всего образа. Даже больше, в известной мере — о понимании всей сказки: её интонация, окраска, глубинный внутренний смысл — всё менялось от этой «мелочи». А я убеждена: биографическая справка о роли женщин в жизни Сент-Экзюпери понять сказку не помогает и к делу не относится. Уж не говорю о том, что по-французски le renard мужского рода. Главное, в сказке Лис — прежде всего друг. Роза — любовь, Лис — дружба, и верный друг Лис учит Маленького принца верности, учит всегда чувствовать себя в ответе за любимую и за всех близких и любимых.
Необычно большие уши Лиса на рисунке Экзюпери, скорее всего, навеяны маленькой пустынной лисичкой — фенеком. Это было одно из многочисленных существ, приручённых писателем во время службы в Марокко.

## Экранизации и постановки
Маленький принц был адаптирован к многочисленным видам искусства и средствам массовой информации, включая аудиозаписи, радиопостановки, живую сцену, кино, телевидение, балет и оперу.
Первой экранизацией «Маленького принца» стал вышедший в 1966 году одноимённый полнометражный фильм Арунаса Жебрюнаса, вызвавший в СССР серию критических замечаний в связи с идейными и смысловыми расхождениями с произведением Сент-Экзюпери. Сходную критику вызвала и другая полнометражная картина — «Маленький принц» режиссёра Андрея Росса (1993, киностудия «Авантес» на Сахалине). Первая западная полнометражная экранизация сказки, «Маленький принц» Стэнли Донена (1974), была задумана как амбициозный проект с Фрэнком Синатрой в роли лётчика (в итоге его заменил Ричард Кили), а в небольших ролях появились Джин Уайлдер (Лис) и Боб Фосс (Змея); в итоге, однако, фильм имел довольно ограниченный успех, которым в первую очередь обязан музыке — совместной работе Фредерика Лоу и Алана Джея Лернера, номинированной на премию «Оскар» и удостоенной премии «Золотой Глобус». Из анимационных адаптаций сказки значительный успех выпал на долю экранизации Марка Осборна (2015), собравшей более 100 миллионов долларов в мировом прокате и оценённой критикой как «чувствительный и трогательный портрет человечества» (англ. a sensitive and affecting portrait of humanity).
«Маленький принц» выдержал множество сценических интерпретаций, включая весьма успешные. Так, постановка парижского театра Lucernaire, осуществлённая в 1981 году, выдержала за 20 лет более 10000 представлений в стране и за рубежом. В России в 2017 году отмечалось 50-летие постановки «Маленького принца», которую осуществила Екатерина Еланская: за полвека в этом спектакле успели сыграть Ольга Бган, Василий Бочкарёв, Александр Коршунов, Георгий Бурков, Леонид Сатановский, Игорь Козлов, Жанна Владимирская и другие известные артисты, эта постановка получила широкое признание как зрителей, так и специалистов, включая переводчицу Нору Галь.
В области музыкального театра известна опера «Маленький принц» Льва Книппера, который считал её своим главным произведением наряду с песней «Полюшко-поле»; Книппер работал над оперой с 1962 по 1971 г., концертная премьера состоялась в 1978 г. Получил известность балет Евгения Глебова (1981), впервые представленный в 1982 году в Хельсинки, а годом позже — на сцене Большого театра (постановщик Генрих Майоров, солисты Нина Ананиашвили и Алексей Фадеечев), мюзикл Риккардо Коччанте (2002) и мн. др.